# Gustave Heiss
Gustave Marinius Heiss (* 4. November 1904 in Meridian; † 7. Juni 1982 in Arlington) war ein US-amerikanischer Degenfechter und Colonel der US Army.

## Leben
Gustave Heiss nahm an zwei Olympischen Spielen teil: bei den Olympischen Spielen 1932 in Los Angeles sicherte er sich mit George Calnan, Miguel de Capriles, Tracy Jaeckel, Curtis Shears und Frank Righeimer die Bronzemedaille im Mannschaftswettbewerb. Im Einzel schied er als Siebter seiner Gruppe in der Halbfinalrunde aus. 1936 belegte er mit der Mannschaft in Berlin Rang fünf, während er im Einzel nicht über die erste Runde hinauskam. Heiss gewann 1933, 1934, 1936 und 1941 den nationalen Einzeltitel. Im Mannschaftswettbewerb sicherte er sich sieben Titel. Die United States Fencing Association nahm ihn in ihre Hall of Fame auf.
Heiss studierte zunächst kurzzeitig an der Tulane University, ehe er die Militärakademie in West Point besuchte. Während des Zweiten Weltkriegs diente er in der 1. US-Armee, der 3. US-Armee und der 87th Infantry Division. Im Laufe der Ardennenoffensive wurde Heiss, der ein Bataillon befehligte, am 2. Januar 1945 von einer deutschen Sprengfalle schwer verwundet, was das Ende seiner militärischen und sportlichen Laufbahn bedeutete. Er verbrachte daraufhin fast zwei Jahre in Krankenhäusern. Für seine Verdienste im Krieg erhielt Heiss den Silver Star, den Bronze Star und das Purple Heart. Er schied im Range eines Colonels aus dem Militärdienst aus, seine restliche berufliche Laufbahn verbrachte er im zivilen Staatsdienst.